# Silene stenophylla
Silene stenophylla е вид цъфтящо растение от семейство Карамфилови (Caryophyllaceae). Обикновено наричано „теснолистен campion“, това е вид от рода Silene.

## Етимология
Специфичният епитет stenophylla означава „теснолистен“ (на гръцки: stenos – „тесен“ и на гръцки: phyllon – „лист“).

## Описание
Silene stenophylla е многогодишно растение, което расте на каменисти скали и пясъчни брегове. Обикновено е високо 5 – 25 см, има тесни листа и голяма чашка. Цъфти през лятото и има врязани венчелистчета, които са люлякови, светло розови или бели на цвят. Silene stenophylla е един от малкото растителни видове от Берингия, които не са се утвърдили в Северна Америка.

## Местообитание
Расте в арктическата тундра в далечен източен Сибир и планините на Северна Япония.

## Регенериране на семена от палеолита
Замразени проби от вечна замръзналост, изчислени чрез радиовъглеродно датиране на около 32 000 години, са открити в днешния ареал на живи екземпляри. През 2012 г. екип от учени успешно отглеждат растения от вида Silene stenophylla, покълнали от семена, замръзнали преди повече от 30 000 години, извадени от 38-метрова дълбочина. Зрелите семена са били повредени – може би от самата катерица, за да им попречи да покълнат в дупката. Но някои от незрелите семена са запазили жизнеспособния растителен материал. Екипът извлича тази тъкан от замразените семена, поставя я във флакони и успешно покълва растенията – еднакви помежду си, но с различна форма на цвета от съвременния вид Silene stenophylla. Растат, цъфтят и след една година създават свои собствени семена.